# Borivoje Vukov
Borivoje Vukov (* 8. Juli 1929 in Senta; † 1. Juli 2010 in Belgrad) war ein jugoslawischer Ringer. Er war Weltmeister 1963 im Fliegengewicht, griechisch-römischer Stil.

## Werdegang
Borivoje Vukov begann 1947 in Novi Sad mit dem Ringen. In dem jugoslawischen Landesteil Vojvodina entwickelte sich unmittelbar nach dem Zweiten Weltkrieg ein Ringerzentrum, das Olympiasieger, Welt- und Europameister hervorbrachte. Einer von ihnen sollte Borivoje Vukov werden, der Mitglied des Sportclubs Vojvodina Novi Sad war. Er war ein sehr leichter Sportler und rang während seiner gesamten Karriere im Fliegengewicht, der Gewichtsklasse bis 52 Kilogramm Körpergewicht und zwar ausschließlich im griechisch-römischen Stil.
Bereits 1952 nahm er erstmals an einer internationalen Meisterschaft teil. Es waren die Olympischen Spiele in Helsinki. Vukov gewann dort seine beiden ersten Kämpfe, verlor aber dann gegen den erfahrenen bundesdeutschen Meister Heinrich Weber aus Göppingen und dem späteren Olympiasieger Boris Gurewitsch aus der Sowjetunion und belegte einen guten 7. Platz.
1954 weilte Vukov mit der jugoslawischen Ringernationalmannschaft zu einem Länderkampf in der Bundesrepublik Deutschland. Er unterlag dabei im Fliegengewicht gegen Heinrich Weber erneut nach Punkten.
Bis 1961 nahm Vukov an allen Olympischen Spielen und Weltmeisterschaften im griechisch-römischen Stil, die stattfanden, teil. Er erreichte dabei immer gute Platzierungen und gewann bei der Weltmeisterschaft 1958 in Budapest sogar die Bronzemedaille mit fünf Siegen und nur einer Niederlage, die er erneut von Boris Gurewitsch hinnehmen musste. Auch 1961 gelang ihm mit dem 4. Platz bei der Weltmeisterschaft in Yokohama ein herausragendes Resultat. Nur die Spitzenringer Dumitru Pârvulescu aus Rumänien und Armais Sajadow aus der UdSSR konnten ihn dabei besiegen.
Zum Höhepunkt der Laufbahn von Borivoje Vukov wurde die Weltmeisterschaft 1963 in Helsingborg. Auf Grund seines schon fortgeschrittenen Alters von 34 Jahren hatte vor dieser Weltmeisterschaft eigentlich niemand mit Vukov gerechnet. Er stellte sich in Helsingborg aber in einer hervorragenden Form vor, landete fünf Siege und schlug dabei auch den Olympiasieger von 1960 Dumitru Pârvulescu und den zweimaligen Silbermedaillengewinner bei Olympischen Spielen Ignazio Fabra aus Italien. Der Weltmeistertitel war der verdiente Lohn für diese herausragende Leistung.
Danach trat er vom aktiven Wettkampfgeschehen zurück und wurde Trainer.

### Internationale Erfolge
(OS = Olympische Spiele, WM = Weltmeisterschaft, GR = griechisch-römischer Stil, Fl = Fliegengewicht, bis 52 kg Körpergewicht)
- 1950, 4. Platz, WM in Stockholm, GR, Fl, mit Siegen über Klausen, Norwegen, Malaghasan, Iran und Niederlagen gegen Sidoni, Libanon und Ali Yuecel, Türkei;
- 1952, 7. Platz, OS in Helsinki, GR, Fl, mit Siegen über Béla Kénez, Ungarn und Svend Aage Thomsen, Norwegen und Niederlagen gegen Heinrich Weber, BRD und Boris Gurewitsch, Sowjetunion;
- 1953, 8. Platz, WM in Neapel, GR, Fl, mit einem Sieg über Maurice Mewis, Belgien und Niederlagen gegen Béla Kénez und Karl-Erik Andersson, Schweden;
- 1955, 2. Platz, „Adria“-Pokalturnier in Pula, GR, Fl, hinter Ion Cernea, Rumänien und vor Georg Schwaiger, BRD;
- 1955, 12. Platz, WM in Karlsruhe, GR, Fl, mit einem Sieg über Eugen Odehnal, Tschechoslowakei und Niederlagen gegen Hüseyin Akbaş, Türkei und István Baranya, Ungarn;
- 1956, 4. Platz, Welt-Cup in Istanbul, Gr, Fl, mit Siegen über Tatas, Brusew und Niederlagen gegen Simon
- 1956, 2. Platz, „Opatija“-Pokalturnier in Pula, GR, Fl, hinter Dumitru Pârvulescu, Rumänien und vor Ahmet Bilek, Türkei;
- 1956, 6. Platz, OS in Melbourne, GR, Fl, mit Siegen über Maurice Mewis und Bengt Johansson, Schweden und einer Niederlage gegen István Baranya;
- 1958, 2. Platz, Turnier in Udine, GR, Fl, hinter Ignazio Fabra, Italien und vor Erwin Trouvain, BRD;
- 1958, 3. Platz, WM in Budapest, GR, Fl, mit Siegen über Willy Nielsen, Dänemark, Jan Hořnak, CSSR und Mohammad Paziraye, Iran, Unentschieden gegen Maurice Mewis und Sándor Kerekes, Ungarn und einer Niederlage gegen Boris Gurewitsch;
- 1959, 3. Platz, Turnier in Split, GR, Fl, hinter Egribas, Türkei und Stefan Hajduk, Polen;
- 1960, 7. Platz, OS in Rom, GR, Fl, mit Siegen über Georgi Moskow, Bulgarien und Franz Burkhard, Schweiz, einem Unentschieden gegen Bengt Fränfors, Schweden und einer Niederlage gegen Dumitru Pârvulescu;
- 1961, 1. Platz, Turnier in Salzburg, GR, Fl, vor Rolf Lacour, BRD und Mierznik, Polen;
- 1961, 4. Platz, WM in Yokohama, GR, Fl, mit einem Sieg über John Richard Wilson, USA, Unentschieden gegen Mohamed Osman El Sayed, Ägypten und Niederlagen gegen Dumitru Pârvulescu und Armais Sajadow, UdSSR;
- 1962, 1. Platz, „Werner-Seelenbinder“-Turnier in Leipzig, GR, Fl, vor Wladimir Karawajew, UdSSR und Maca, DDR;
- 1963, 1. Platz, WM in Helsingborg, GR, Fl, mit Siegen über Trond Martiniussen, Norwegen, Berthold Bitterling, DDR, Dumitru Pârvulescu und Ignazio Fabra